# Whitehouse, Buckinghamshire
Whitehouse är en civil parish i kommunen Milton Keynes i Buckinghamshire i England.